# Рисс Йосип Григорович
Рисс Йо́сип Григо́рович (28 лютого 1908, м. Маріуполь, Російської імперії — 7 листопада 1968, м. Дніпропетровськ, УРСР) — радянський вчений-хімік, видатний фахівець у галузі фізичної хімії комплексних неорганічних фторидів, доктор хімічних наук (1946), професор (1946).

## Життя та наукова діяльність
Рисс Йосип Григорович народився 28 лютого 1908 року у місті Маріуполь, Російської імперії. У 1930 році закінчив Московське вище технічне училище (МВТУ) та був направлений на Урал, де спочатку працював у промисловості, а потім був переведений до Уральського науково-дослідного хімічного інституту (м. Свердловськ) на посаду молодшого наукового співробітника. У 1932 році він вже начальник лабораторії. У 1937 році йому присвоєно вчений ступінь кандидата хімічних наук без захисту дисертації. Отримані за ці роки результати його фізико-хімічних досліджень відображені у книзі «Советская химия за 25 лет», яка вийшла у 1944 році. Тоді ж починається педагогічна діяльність молодого вченого. У 1934—1937 роках він — завідувач кафедри хімічної фізики Уральського Індустріального інституту.
У 1935 році він був затверджений у званні доцента з фізичної хімії та хімічної технології.
У 1937 році Й. Г. Рисс обраний за конкурсом завідувачем кафедри Загальної хімії Дніпропетровського металургійного інституту (ДМетІ), нині Національна металургійна академія України. З осені 1939 року він, продовжуючи завідувати кафедрою, стає докторантом Інституту фізичної хімії АН УРСР (керівником був член-кореспондент АН СРСР, академік АН УРСР А. І. Бродський).
В серпні 1941 року Інститут евакуюється на Урал. Й. Г. Рисс працює спочатку начальником дослідницької групи, а потім — головним хіміком Полевського кріолітового заводу. Під його керівництвом вдосконалюється технологія виробництва «кріоліту», що дозволяє збільшити випуск дефіцитного алюмінію.
У 1943—1944 навчальному році Й. Г. Рисс керує кафедрою загальної хімії Уральського Індустріального інституту, а у вересні 1944 року він переведений на колишню роботу до Дніпропетровського металургійного інституту (ДметІ). Тут продовжуються дослідження по гідролізу гексафторсилікатів та тетрафтороборатів, що були пізніше розповсюджені на хімію комплексів фтору з іншими елементами, удосконалюються методи аналізу фтористих сполук. Зароджується наукова школа, пізніше широко відома серед хіміків.
У лютому 1946 року в Інституті фізичної хімії АН УРСР Й. Г. Рисс захищає докторську дисертацію, а у травні ВАК затверджує його у вченому ступені доктора хімічних наук і в званні професора.
У 1954 році професор Рисс був запрошений зайняти посаду завідувача кафедри хімії Дніпропетровського інституту інженерів залізничного транспорту (ДІІТу), нині Дніпропетровський національний університет залізничного транспорту імені академіка В. Лазаряна, і обраний за конкурсом. З 1954 року і до кінця життя (1968) професор Й. Г. Рисс завідував кафедрою хімії ДІІТу. Цей період характеризується злетом навчально-викладацької та науково-дослідницької роботи. Продовжувачі традицій керованої професором Риссом наукової школи, його учні займаються вивченням властивостей комплексних сполук, механізму та швидкості протікання хімічних процесів, залежності реакційної здатності речовин від їхньої будови. Особлива увага приділяється комплексним сполукам, що містять фтор.
З появою аспірантури у 1956 році поширилися можливості для досліджень. З цього часу опубліковані в авторитетних хімічних журналах статті часто були підсумком цілих циклів досліджень, що складали дисертаційні роботи. Учнями Й. Г. Рисса захищені 12 кандидатських дисертацій та 1 докторська. У 1956 році в Московському державному видавництві хімічної літератури було видано фундаментальну працю Й. Г. Рисса — монографію «Хімія фтору і його неорганічних сполук». У монографії узагальнені результати багаторічної праці з вивчення властивостей фторидів і проаналізовано величезний науковий матеріал. «За рівнем критичного розгляду фактичного матеріалу і прогностики ми не маємо нічого подібного в цій галузі і на сьогоднішній день», — так оцінювали книгу учні Й. Г. Рисса більш ніж через 20 років після її видання. У 1957 році монографію було відзначено першою премією на Всесоюзному конкурсі ВХО імені Д. І. Менделеєва на найкращу роботу з хімії та хімічної технології.
У 1960 році Комісія з атомної енергії США організувала переклад монографії (U.S, Atomic Energy Commission — AEC — TR -3927) англійською мовою. Посилання на цю монографію зустрічаються у літературі і тепер, хоч з часу видання пройшло більше 50 років.
У 1967 році Першою премією та Дипломом ВХО було відзначено роботу Й. Г. Рисса «Дослідження механізму реакцій і кінетики утворення деяких комплексних сполук бору».
Труди Й. Г. Рисса та його учнів завжди відрізняли «аргументованість, наукова сумлінність і строгість, гранична ретельність в експерименті та обговоренні результатів». Визнання та авторитет наукової школи хімії фтору підтверджуються тим фактом, що у 1978 році кафедру хімії ДІІТу було обрано місцем проведення V Всесоюзного симпозіуму з хімії неорганічних фторидів.
Ці якості школи та її авторитет були збережені і пізніше, коли місце керівника школи зайняв учень Йосипа Григоровича, доктор хімічних наук В. М. Плахотнік.
Дуже важливою частиною роботи професор Рисс вважав викладання. Цитуючи статтю В.Плахотніка та В.Тульчинського, присвячену 70-річчю з дня народження Йосипа Григоровича, він «вмів розкрити горизонти хімічного мислення перед зацікавленим слухачем. У його лекціях підкорювали бездоганна логіка, оригінальні узагальнення, прагнення до пошуку закономірностей, можливість екстраполяції, прогностики. Виклад завжди вівся в ключі новітніх хімічних і природничо-наукових ідей».
Лекції професора Й. Г. Рисса та керований ним навчально-методичний семінар стали своєрідним університетом для багатьох хіміків Дніпропетровська.
На кафедрі були створені дуже цікаві та корисні методичні посібники. Розуміння та запам'ятовування властивостей елементів та хімічних сполук полегшується у цих посібниках за допомогою знайдених та пояснених закономірностей. Так загальні властивості перехідних елементів легше зрозуміти та запам'ятати за допомогою сучасного погляду на структуру атома (Методичні вказівки за цією назвою були надруковані у вигляді статті в журналі «Успехи химии»). Розуміння розв'язування стехіометричних задач стає легшим, якщо притягнути деякі поняття з молекулярної фізики.
Раптова смерть Йосипа Григоровича 7 листопада 1968 року була тяжким ударом для всіх, хто його знав.
Через 5 років, у 1973 році, вийшов з друку написаний для студентів механічних і транспортних спеціальностей вузів підручник «Загальна хімія», в якому на сучасному рівні також викладено деякі питання, що звичайно входять до курсу фізичної хімії.

## Доробок
За даними досліджень, виконаних професором Й. Г. Риссом зі співробітниками, опубліковано понад 200 наукових статей в авторитетних наукових журналах, захищено 12 кандидатських і 1 докторська дисертація. 

## Вибрані праці
- Рысс, И. Г. Химия фтора и его неорганических соединений / И. Г. Рысс. — М. : Госхимиздат, 1956. — 718 с. Переклад: The chemistry of Fluorine and its Inorganic Compounds/ I.G.Ryss A.E.C.tr.3927/Pt 1,2.[2]
- Ryss, I.G. Termiche Dissoziation von Chromtrioxyd / И. Г. Рысс, А. И. Селянская //Physicochimica. — 1938. -VIII, 5c.- P623-640.
- Рысс, И. Г. О свойствах и синтезе трифторгидроксобората / И. Г. Рысс /Докл. АН СССР. — 1946.- Т.54, № 4. — С.327-329.
- Рысс, И. Г. О равновесии гидролиза тетрафтороборат-иона / И. Г. Рысс/ Докл. АН СССР. — 1946.- Т.52, № 5. — С.421-424.
- Рысс И. Г. Метод определения бора в тетрафтороборатах / И. Г. Рысс / Ж-л общей химии. — 1946. — Т.16, № 4,5. — С.531-536.

- Рысс, И. Г. Стехиометрия: учебное пособие для вузов / И. Г. Рысс. — Днепропетровск: ДИИТ, 1955. — 36 с.
- Рысс И. Г. По поводу структуры однофтористой меди / И. Г. Рысс/ Ж-л физической химии. — 1955. — Т.29. — С.936-937.
- Рысс И. Г. Кинетика гидролиза координационных соединений фтористого бора/ И. Г. Рысс/ Докл. АН СССР. — 1958. — Т.120,№ 4. — С.797-800.
- Рысс И. Г. Кинетика и механизм щелочного гидролиза ионов гидроксотрифтор-бората BF3 OH- метокситрифторбората, BF3OH3- / И. Г. Рысс, В. Н. Плахотник / Докл. АН СССР. — 1967.- Т.172,№ 4. — С.903.
- Рысс И. Г. Виртуальная энтропия фтористого кремния, вычисленная из молекулярных констант / И. Г. Рысс / Докл. АН СССР. — 1967. — Т.4. — С.570-571.
- Рысс И. Г. Синтез и свойства метокситрифторобората калия KBF3OCH3 / И. Г. Рысс, В. Н. Плахотник/ Ж-л неорганич. химии. — 1968. — Т.13. -С.15-35.

- Рысс, И. Г. Стехиометрия / И. Г. Рысс, В. Н. Плахотник, Л. П. Богданова. — Днепропетровск: ДИИТ, 1972. — 38 с.

- Рысс, И. Г. Стехиометрия. Окислительно-восстановительные реакции: учебное пособие для вузов / И. Г. Рысс. — 2-е изд., доп. — Днепропетровск: ДИИТ, 1959. — 53 с.

- Рысс, И. Г. Энергия диссоциации фтора и сродство фтора к электрону / И. Г. Рысс // Успехи химии. — 1952. — Т. 21, № 7. — С. 857—867.

- Рысс, И. Г. Фтороманганиаты цезия и хрома / И. Г. Рысс, Б. С. Витухновская // Ж-л неорганич. химии. — 1958. — Т. 3, вып. 5. — С. 1185—1187

- Рысс, И. Г. Тетрафтороборат анилиния, анилинтрифтобор и гидросотрифтоборат анилиния / И. Г. Рысс // Ж-л неорганич. химии. — 1959. — Т. 4, вып. 9. — С. 1990—1994.

- Рысс, И. Г. Растворимость сульфата кальция в растворах соляной кислоты / И. Г. Рысс, Э. Л. Нилус // Ж-л общей химии. — 1955. — Т. 25, вып. 6. — С. 1076—1081.

- Рысс, И. Г. Тримерные дифтороортобораты натрия и калия / И. Г. Рысс // Докл. АН СССР. — 1954. — Т. 97, № 4. — С. 691—694.

- Рысс, И. Г. Получение кремнефтористого натрия из плавиковой кислоты / И. Г. Рысс // Ж-л хим. промышленности. — 1934. — Т. 11, № 3. — С. 48-52.

- Рысс, И. Г. Политермы растворимости тетрафтороборатов калия и цезия / И. Г. Рысс, И. С. Хордас // Ж-л неорганич. химии. — 1958. — Т. 3, № 6. — С. 1410—1415.

## Нагороди
- Орден «Знак Пошани» (1949).
- Медаль «За доблесну працю у Великій Вітчизняній війні 1941—1945 р.» (1945).